# Paragwaj na Letnich Igrzyskach Olimpijskich 2004
Paragwaj na Letnich Igrzyskach Olimpijskich 2004 reprezentowało 22 sportowców: 2. kobiety i 20. mężczyzn. Był to 9. start reprezentacji Paragwaju na letnich igrzyskach olimpijskich.
Najmłodszym paragwajskim zawodnikiem na tych igrzyskach był 17-letni wioślarz, Rocio Rivarola, zaś najstarszym 33-letni piłkarz, Carlos Gamarra.

## Zdobyte medale
| Medal    | Zawodnik | Dyscyplina sportowa | Konkurencja      | Data        |
| -------- | --- | ------------------- | ---------------- | ----------- |
| · Srebro | Fredy Barreiro Diego Barreto Edgar Barreto Pedro Benitez José Cardozo Ernesto Cristaldo José Devaca Osvaldo Diaz Julio César Enciso Celso Esquivel Diego Figueredo Carlos Gamarra Pablo Gimenez Julio González Julio Manzur Emilio Martinez Rodrigo Romero Aureliano Torres | · Piłka nożna       | Turniej mężczyzn | 28 sierpnia |

## Skład reprezentacji

### Lekkoatletyka
Konkurencje biegowe
| Zawodnik       | Wiek | Konkurencja   | Runda 1  | Runda 1 | Runda 2       | Runda 2       | Półfinał      | Półfinał      | Finał         | Finał         |
| Zawodnik       | Wiek | Konkurencja   | Rezultat | Pozycja | Rezultat      | Pozycja       | Rezultat      | Pozycja       | Rezultat      | Pozycja       |
| -------------- | ---- | ------------- | -------- | ------- | ------------- | ------------- | ------------- | ------------- | ------------- | ------------- |
| Mężczyźni      |      |               |          |         |               |               |               |               |               |               |
| Diego Ferreira | 28   | bieg na 100 m | 10.50 NR | 5       | Nie awansował | Nie awansował | Nie awansował | Nie awansował | Nie awansował | Nie awansował |

Konkurencje techniczne
| Kobiety      |    |                |       |    |                |                |
| Leryn Franco | 22 | rzut oszczepem | 50.37 | 42 | Nie awansowała | Nie awansowała |

### Piłka nożna

#### Turniej mężczyzn
Skład

Trener:  Carlos Jara Saguier
| #  | Poz. | Zawodnik           | Data urodzenia (wiek)      | Klub             |
| -- | ---- | ------------------ | -------------------------- | ---------------- |
| 1  | B    | Rodrigo Romero     | 8 listopada 1982 (21 lat)  | Club Nacional    |
| 2  | O    | Emilio Martinez    | 10 kwietnia 1981 (23 lata) | Club Libertad    |
| 3  | O    | Julio Manzur       | 22 czerwca 1981 (23 lata)  | Club Guaraní     |
| 4  | O    | Carlos Gamarra     | 17 lutego 1971 (33 lata)   | Inter Mediolan   |
| 5  | O    | José Devaca        | 18 września 1982 (21 lat)  | Cerro Porteño    |
| 6  | O    | Celso Esquivel     | 20 marca 1981 (23 lata)    | San Lorenzo      |
| 7  | N    | Pablo Giménez      | 29 czerwca 1981 (23 lata)  | Club Guaraní     |
| 8  | P    | Edgar Barreto      | 15 lipca 1984 (20 lat)     | NEC Nijmegen     |
| 9  | N    | Fredy Barreiro     | 27 marca 1982 (22 lata)    | Club Libertad    |
| 10 | P    | Diego Figueredo    | 28 kwietnia 1982 (22 lata) | Real Valladolid  |
| 11 | O    | Aureliano Torres   | 16 czerwca 1982 (22 lata)  | Club Guaraní     |
| 12 | O    | Pedro Benitez      | 23 marca 1981 (23 lata)    | Cerro Porteño    |
| 13 | P    | Julio Cesar Enciso | 5 sierpnia 1974 (30 lat)   | Club Olimpia     |
| 14 | N    | Julio González     | 26 sierpnia 1981 (22 lata) | Club Nacional    |
| 15 | O    | Ernesto Cristaldo  | 16 marca 1984 (20 lat)     | Cerro Porteño    |
| 16 | P    | Osvaldo Diaz       | 22 grudnia 1981 (22 lata)  | Club Guaraní     |
| 17 | N    | José Cardozo       | 14 marca 1971 (33 lata)    | Deportivo Toluca |
| 18 | B    | Diego Barreto      | 16 lipca 1981 (23 lata)    | Cerro Porteño    |

Tabela grupy
| Zespół   | Pld | W | D | L | GF | GA | GD | Pts |
| -------- | --- | - | - | - | -- | -- | -- | --- |
| Paragwaj | 3   | 2 | 0 | 1 | 6  | 5  | +1 | 6   |
| Włochy   | 3   | 1 | 1 | 1 | 5  | 5  | 0  | 4   |
| Ghana    | 3   | 1 | 1 | 1 | 4  | 4  | 0  | 4   |
| Japonia  | 3   | 1 | 0 | 2 | 6  | 7  | -1 | 3   |

Wyniki spotkań
Faza grupowa
| 12 lipca 2004 | Paragwaj                                   | 4:3   | Japonia                                           |                                                         |
| 20:30         | Giménez 5' · Cardozo 26' (37) · Torres 62' | (3:1) | 22' (k.), 53' (k.) Shinji Ono · 81' Yoshito Ōkubo | Kaftanzoglio Stadio, Saloniki Sędzia: Essam Abd Elfatah |

| 15 lipca 2004 | Paragwaj    | 1:2   | Ghana                  |                                                        |
| 20:30         | Gamarra 76' | (0:0) | 81' Tiero · 84' Appiah | Kaftanzoglio Stadio, Saloniki Sędzia: Benito Archundia |

| 18 lipca 2004 | Paragwaj    | 1:0   | Włochy |                                                     |
| 20:30         | Bareiro 14' | (1:0) |        | Stadion Karaiskákis, Pireus Sędzia: Claus Bo Larsen |

Ćwierćfinał
| 21 lipca 2004 | Paragwaj                       | 3:2   | Korea Południowa       |                                                         |
| 21:00         | Bareiro 19' (71) · Cordozo 61' | (1:0) | 74' (79), k.' Lee C.s. | Kaftanzoglio Stadio, Saloniki Sędzia: Massimo De Santis |

Półfinał
| 24 lipca 2004 | Paragwaj                       | 3:1   | Irak       |                                                   |
| 21:00         | Cordozo 17' (34) · Bareiro 68' | (2:0) | 83' Farhan | Kaftanzoglio Stadio, Saloniki Sędzia: Éric Poulat |

Finał
| 28 lipca 2004 | Paragwaj | 0:1   | Argentyna |                                                 |
| 10:00         |          | (0:1) | 18' Tévez | Stadion Olimpijski, Ateny Sędzia: Kiros Wasaras |

### Pływanie
| Zawodnik       | Wiek | Konkurencja             | Eliminacje | Eliminacje | Półfinał      | Półfinał      | Finał         | Finał         |
| Zawodnik       | Wiek | Konkurencja             | Czas       | Miejsce    | Czas          | Miejsce       | Czas          | Miejsce       |
| -------------- | ---- | ----------------------- | ---------- | ---------- | ------------- | ------------- | ------------- | ------------- |
| Mężczyźni      |      |                         |            |            |               |               |               |               |
| Sergio Cabrera | 19   | 200 m stylem motylkowym | 2:06.15    | 35         | Nie awansował | Nie awansował | Nie awansował | Nie awansował |

### Wioślarstwo
| Mężczyźni      |    |         |         |     |         |        |         |      |         |     |
| Daniel Sosa    | 21 | jedynka | 7:52.50 | 5 R | 7:21.03 | 4 SD/E | 7:36.87 | 4 FE | 7:13.49 | 26. |
| Kobiety        |    |         |         |     |         |        |         |      |         |     |
| Rocio Rivarola | 17 | jedynka | 8:03.85 | 4 R | 7:57.77 | 4 SC/D | 8:05.92 | 5 FD | 7:57.36 | 21. |